# 世界ロック選抜ファイナル 全曲やって裏夏フェスをぶっ飛ばした日
『世界ロック選抜ファイナル 全曲やって裏夏フェスをぶっ飛ばした日』（せかいロックセンバツファイナル ぜんきょくやってうらなつフェスをぶっとばしたひ）は、サンボマスターが2008年3月12日にリリースしたライブ・ビデオ。

## 収録曲

### DISC.1
※ダイジェスト収録
1. 歌声よおこれ
2. 残像
3. これで自由になったのだ
4. 人はそれを情熱と呼ぶ
5. さよならベイビー
6. very special!!
7. つながり
8. この世の果て
9. 想い出は夜汽車にのって
10. あの娘の水着になってみたいのだ
11. 絶望と欲望と男の子と女の子
12. サッドバラードの世界
13. 二人ぼっちの世界
14. 僕と君の全ては新しき歌で唄え
15. ふたり
16. 熱中時代
17. 青春狂騒曲
18. 朝       
ここまでが第一部「うっちゃりステージ」
19. あなたが人を裏切るなら僕は誰かを殺してしまったさ
20. 世界はそれでも沈んでいくんだぜ
21. 夜汽車でやってきたアイツ
ゲスト・真心ブラザーズ
22. マフラーの揺れる間に
ゲスト・真心ブラザーズ
23. Oh ベイビー
ゲスト・コヤマシュウ（Scoobie Do）
24. 夜が明けたら
ゲスト・コヤマシュウ
25. 代々木にて
ゲスト・加藤ひさし、古市コータロー（THE COLLECTORS）
26. ベイビーベイビースー
ゲスト・加藤ひさし、古市コータロー
27. ベイビー優しい夜が来て
ゲスト・ホフディラン
28. だんだん
ゲスト・ホフディラン
29. 教会前通り
以後、キーボードに伊藤寛（from WACK WACK RHYTHM BAND）を迎える
30. 奪いとることについて
31. コースター
ゲスト・安部コウセイ（SPARTA LOCALS）
32. それでもかまわない
ゲスト・安部コウセイ
33. 僕に捧ぐ
ゲスト・奥田民生
34. 君の声は僕の恋僕の名は君の夜
ゲスト・奥田民生
35. 週末ソウル
ゲスト・村田陽一率いるブラス隊
36. あの鐘を鳴らすのはあなた

ここまでが第二部「もの言いステージ」

### DISC.2
※完全収録
1. 愛しき日々       
ここからが第三部
2. 離れない二人
3. 二つの涙
4. 欲望ロック
5. ゲットバックサンボマスター
6. 東京の夜さようなら
7. 熱い砂と悪い雨
8. 戦争と僕
9. 雨
10. 何気なくて偉大な君
11. I Love You
12. 心音風景
13. 手紙 〜来たるべき音楽として〜
14. 愛しさと心の壁
15. 美しき人間の日々
16. 全ての夜と全ての朝にタンバリンを鳴らすのだ
17. 月に咲く花のようになるの
18. 世界はそれを愛と呼ぶんだぜ
19. そのぬくもりに用がある